# Lenek Lauq
Lenek Lauq is een bestuurslaag in het regentschap Oost-Lombok van de provincie West-Nusa Tenggara, Indonesië. Lenek Lauq telt 4728 inwoners (volkstelling 2010).